# Ганіткевич Ярослав Володимирович
Яросла́в Володи́мирович Ганітке́вич (нар. 9 липня 1929, Радехів Львівського воєводства, нині — Львівської області) — український фізіолог, історик медицини. Доктор медичних наук, професор, лауреат премії імені І. Огієнка, дійсний член НТШ, стипендіат Президента України, член міжнародного товариства істориків медицини, професор-стипендіат Львівського національного медичного університету імені Данила Галицького.

## Життєпис
Народився 9 липня 1929 року у місті Радехові на Львівщині в родині ремісника.
Навчався у Львівському державному медичному інституті (1946—1951), відбув аспірантуру, захистив (1955) кандидатську дисертацію з проблем вищої нервової діяльності (написану українською мовою).
Захистив докторську дисертацію «Жовч і діяльність нервової системи» (1968).
Працював асистентом кафедри нормальної фізіології ЛМІ (1952—1956), пізніше — у Івано-Франківському медичному інституті — асистент (1956—1959), доцент кафедри нормальної фізіології (1959—1970). Викладання провадив українською мовою.
У 1970 обраний професором, завідувачем кафедри фізіології людини і тварин Чернівецького університету, перевів роботу кафедри на українську мову, налагодив спецкурси і практику студентів у Києві, розвивав напрямок дослідження фізіологічної ролі жовчних кислот та інших поверхневоактивних речовин, організував всесоюзний симпозіум з цієї тематики.
Входив до складу наукових рад в Києві і Москві, у редакційні колегії.
У 1981 рокуповернувся до Львова, працював у лабораторіях Інститутів АН УРСР, згодом знову у Львівському медичному інституті (1989—1997), професор, керівник проблемної лабораторії жовчно-кам'яної хвороби, пізніше — професор-стипендіат Президента України (з 2004 р.).
Учасник багатьох конгресів ВУЛТ і СФУЛТ, зарубіжних конференцій, симпозіумів Falk'a та ін., вперше як делегат України брав участь у міжнародному конгресі істориків медицини (Італія, 2007).

## Громадська діяльність
Брав участь у відновленні НТШ, організував і очолив Лікарську комісію, заснував нову серію Лікарського збірника НТШ.
Активно займався питанням відновлення в Україні автономії університетів та європейської системи наукових ступенів.
Голова Львівського осередку Всеукраїнського товариства Івана Огієнка.
Заснував (2005) у місті Радехові благодійний учнівський стипендійний фонд.

## Відзнаки
За праці з історії української медицини, повернення забутих і заборонених режимом вчених відзначений премією ім. Івана Огієнка (2004), прийнятий членом міжнародного товариства істориків медицини.
Почесний член УЛТ, нагороджений медалями М. Панчишина, «20 років НТШ». Стипендіат Президента України (з 2011 р., довічно).
Був висунутий на здобуття Державної премії України (2009).
22 січня 2021 року нагороджений Орденом «За заслуги» ІІІ ступеня.

## Праці
Автор понад 450 наукових праць (з них понад 300 написані особисто), в тому числі 21 монографії.
Опублікував першу в Україні монографію з історії медицини (2004), співавтор першого (досі єдиного) українського підручника з історії медицини (2004).
З розпадом СРСР став публікувати матеріали з історії української медицини.
Основні праці:
- Физиологическая роль поверхностно-активных веществ. Всес. симпозиум. Тез. докладов. — Черновцы, 1975. — 132 с. (Отв. ред. Я. В. Ганиткевич)
- The Study of the Physiological effect of the Surface Active Substances // Detergents. — Munich, 1978. — Heft 3. — S.113-118.
- Роль желчи и желчных кислот в физиологии и патологии организма. — Київ: Наукова думка, 1980. - 186 с.
- Ганиткевич Я. В., Карбач Я. И. Исследование желчи. Биохимические и биофизические методы. — Киев: Высшая Школа, 1985. — 136 с.
- Українські лікарі-вчені першої половини XX століття та їхні наукові школи: біографічні нариси та бібліографія. — Львів, 2002. - 542 с.
- Історія української медицини в датах та іменах. — Львів, 2004. — 365 с.
- Історія медицини: підручник для студентів вищих медичних закладів III—IV рівня акредитації. Рекомендовано МОЗ України. — Тернопіль: Лілея, 2004. – 246 с. (Співавтор — О. М. Голяченко).
- До відновлення в Україні самоврядування і автономії університетів // Національні інтереси. Серія — регіональна безпека держави. — Вип. 11. — Львів, 2004. — С. 101—109.
- Фізіологія травлення в запитаннях і відповідях: навчальний посібник. — Львів: Афіша, 2005. — 137 с.
- Red Cross of the Ukrainian Motion of Resistance and National Liberation Movement // Proceedings of IV Congress ISHM, Vigline Valdarno. Italy, 2008.
- Вибрані праці. До 80-річчя від дня народження Ярослава Ганіткевича. НТШ. Львів. Лікарський збірник. — Т. XVII. — Львів, 2009. — 423 с.
- The Contribution of Ukrainian Physicians to the World Medicine //Vesalius. — 2009. — T. XV. — № 1.- P. 12-18.
- To history of terror of communist regime of soviet union in relation to physicians of soviet Ukraine // Vesalius. — 2010. — № 16 (2). — Р. 68—74.
- Історія медицини як навчальна дисципліна у вищих медичних школах України // Вісник соціальної гігієни та організації охорони здоров'я України. — 2011. — № 1. — С. 105—111.
- Український медичний календар на 2013 рік. — Київ, 2012. — 68 с.
- Ганіткевич Я. [Архівовано 17 квітня 2018 у Wayback Machine.] Український медичний календар / Я. Ганіткевич. — Київ, 2016. — 220 с.
- Голяченко О. Історія медицини: навч. посіб. / О. Голяченко, Я. Ганіткевич. — Тернопіль: Укрмедкнига, 2016. — 326 с.